# Harada Kai
Kai Harada (sinh ngày 2 tháng 2 năm 1990) là một cầu thủ bóng đá người Nhật Bản.

## Sự nghiệp câu lạc bộ
Kai Harada đã từng chơi cho Shonan Bellmare và Honda.